# Lake Agnes
Lake Agnes är en sjö i Kanada.   Den ligger i provinsen Alberta, i den centrala delen av landet, 3 000 km väster om huvudstaden Ottawa. Lake Agnes ligger 2 123 meter över havet. Arean är 0,52 kvadratkilometer. Den ligger vid sjön Lake Louise.
I omgivningarna runt Lake Agnes växer i huvudsak barrskog. Trakten runt Lake Agnes är nära nog obefolkad, med mindre än två invånare per kvadratkilometer.